# Loreen Tour
Loreen Tour fue la gira debut de la cantante sueca Loreen, que tiene el fin de promocionar su primer álbum de estudio titulado Heal (o varias canciones), lanzado al mercado en 2012. La gira tiene lugar en Asia, Europa, África y Australia

## Antecedentes

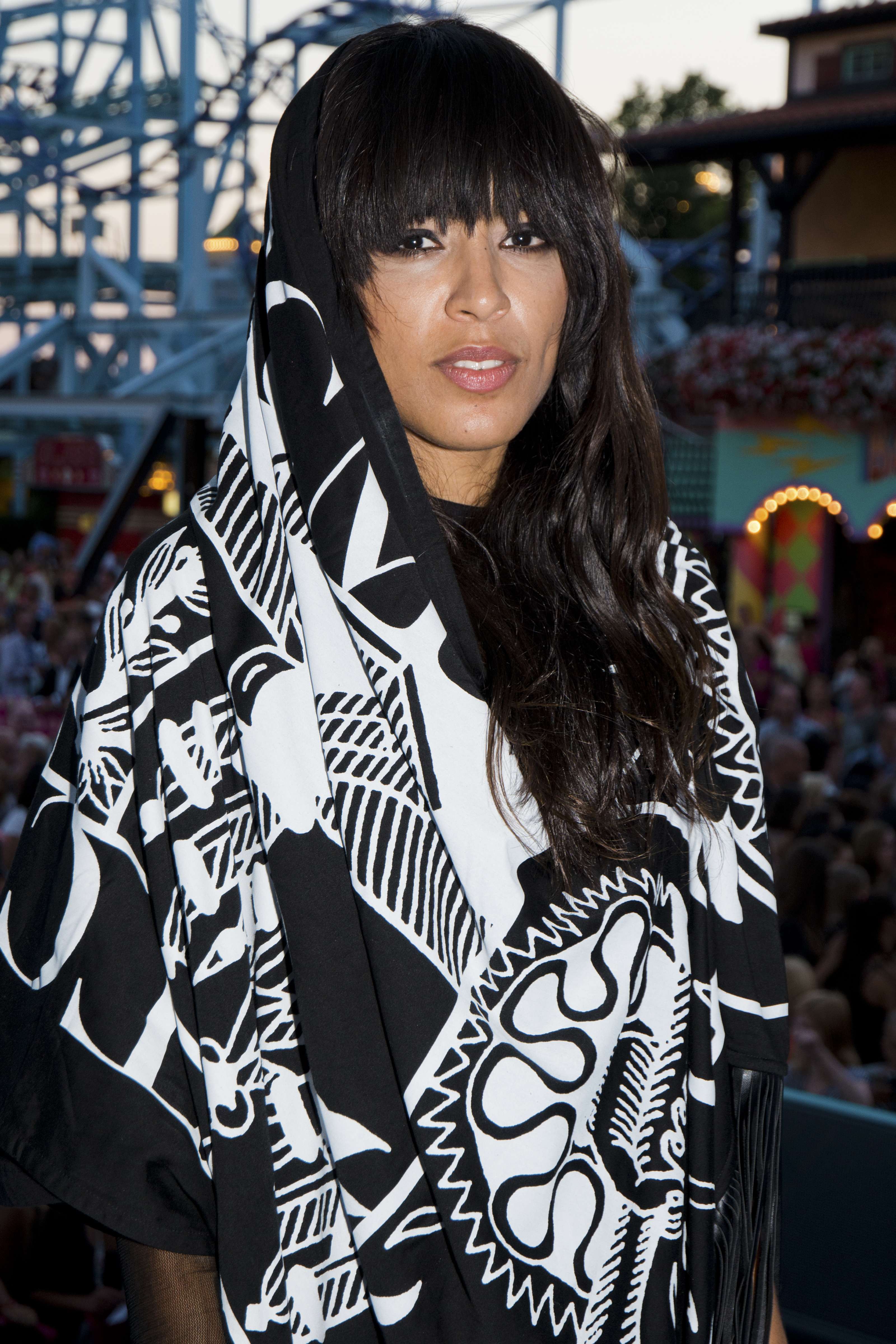
Loreen en el Sommarkrysset de 2013 en Gröna Lund.

Después de que en el 26 de mayo se proclamara como la ganadora del Festival de la Canción de Eurovisión 2012 con 372 puntos cumpliéndose los pronósticos que la situaban como favorita de la noche, empezó a anunciar fechas que se enmarcaría por todo el mundo. Fue además la segunda participante que más puntos ha obtenido en la historia del Festival de la Canción de Eurovisión, después de Alexander Rybak que consiguió 387 puntos. Además obtuvo un nuevo récord de 18 puntuaciones máximas. El 27 de mayo de 2012, menos de 24 horas después de su victoria en Eurovisión, llegó al número 1 en las listas de iTunes en 15 países, incluyendo Alemania, Austria, Bélgica, España, Chipre, Grecia, Irlanda, Malta, Países Bajos, Reino Unido y Suiza.
Después del concurso, la canción "Euphoria", que ya había sido número uno en ventas en Suecia y Finlandia, extendió su éxito comercial al resto de Europa consiguiendo ser número uno en las listas de ventas de Europa y de multitud de países, incluyendo Alemania, Austria, Bélgica, Dinamarca, Estonia, Grecia, Islandia, Irlanda, Noruega o Suiza. En España, alcanzó la posición número 1 en la lista de Los 40 Principales, siendo la primera canción ganadora de Eurovisión en liderar la lista desde 1974. En el Reino Unido, la canción llegó al número 3 en la lista oficial de singles, la posición más alta alcanzada por una canción eurovisiva extranjera desde 1987. "Euphoria" llegó a alcanzar la posición número 10 de las canciones más radiadas a nivel mundial. Esto hizo que Loreen le provocará más en realizar una gira por todo el mundo.
Su álbum Heal fue el número 1 en Suecia y entró en las listas de ventas oficiales de varios países en todo el mundo. Loreen ha visitado multitud de países europeos y ha hecho varias apariciones en talent shows, en Holanda, Alemania y Rumanía entre otros. Presentó su nuevo sencillo en Suecia, Crying Out Your Name en la versión sueca de X-Factor. Loren, también presentó dicho sencillo en el Friends Arena durante su inauguración. El 21 de octubre de 2012, ella apareció como invitada musical en el show de talento polaco Must Be the Music en Polsat. El 18 de noviembre de 2012, ella apareció como invitada musical en el X Factor de Rumanía, y también apareció la final de la tercera temporada de The Voice of Holland. Loreen ha visitado España cuatro veces (tres veces en Madrid y una vez en Barcelona), aunque el concierto en esta última no estaba dentro de la gira y también actuó en el Stockholm Pride y tampoco contó para la gira.

## Recepción
En varias conciertos, Loreen obtuvo lleno total en Suecia, Finlandia, Noruega y Alemania. Para invierno-primavera de 2013, Loreen anunció nuevas fechas en las que se embarcó en países europeos y asiáticos, visitando de manera sorpresa Marruecos y Líbano, donde los boletos se agotaron, y en Marruecos, el Festival Mawazine, obtuvo lleno total durante todo su día.
Una de las grandes sorpresas de la gira fue la visita de Loreen a China y a Japón, donde tuvo bastante éxito en entradas durante su día de visita. También, visitó multitud de países durante la celebración de fin de año. Loren celebró en la capital alemana de Berlín, en la famosa Puerta de Brandeburgo, el fin de año donde más de un millón de personas la vieron actuar en directo. Entre la multitud de países que visitó durante las fiestas de fin de año figuran Bélgica, China, España y Alemania.

## Repertorio
Como Loreen aparece en talents shows y varios festivales, se la ve interpretando varias canciones de su álbum debut Heal, como:
1. «In My Head»
2. «My Heart Is Refusing Me»
3. «Euphoria»
4. «Euphoria» (acoustic guitar version)
5. «Crying Out Your Name»
6. «Sober»
7. «If She’s the One»
8. «Breaking Robot»
9. «See You Again»
10. «Heal» (feat. Blanks)
11. «We Got the Power»
12. «Sidewalk»

## Fechas del tour
| Fecha                    | Ciudad      | País         | Local                       | Tipo / Observación                |
| ------------------------ | ----------- | ------------ | --------------------------- | --------------------------------- |
| Europa                   |             |              |                             |                                   |
| 12 de septiembre de 2012 | Helsinki    | Finlandia    | Hartwall Areena             | Elämä Lapselle                    |
| 15 de septiembre de 2012 | Baden-Baden | Alemania     | Theater Baden-Baden         | SWR New Pop Festival              |
| 20 de septiembre de 2012 | Berlín      | Alemania     | Estudios ProSieben          | POPSTARS 2012 Finale              |
| 22 de septiembre de 2012 | Mölnlycke   | Suecia       | National Theatre Rada       | Symphony with Stars               |
| 24 de septiembre de 2012 | Copenhague  | Dinamarca    | Tivoli Garden               | The Voice 12                      |
| 12 de octubre de 2012    | Estocolmo   | Suecia       | Annexet                     | X Factor Sverige                  |
| 21 de octubre de 2012    | Varsovia    | Polonia      | Estudios Polsat             | Must Be The Music                 |
| 26 de octubre de 2012    | Helsinki    | Finlandia    | Estudios MTV3               | Heikki & Mikko Show               |
| 27 de octubre de 2012    | Estocolmo   | Suecia       | Friends Arena               | Official Opening Friends Arena    |
| 28 de octubre de 2012    | Ámsterdam   | Países Bajos | Estudios VTM                | So You Think You Can Dance        |
| 15 de noviembre de 2012  | Madrid      | España       | Teatro Kapital              | Premios 40 Principales            |
| 18 de noviembre de 2012  | Bucarest    | Rumania      | Estudios Antena 1           | X Factor Romania                  |
| 23 de noviembre de 2012  | Zúrich      | Suiza        | Hallenstadion               | Energy Stars for Free             |
| 29 de noviembre de 2012  | Oslo        | Noruega      | Sentrum Scene               | Senkveld                          |
| 2 de diciembre de 2012   | Múnich      | Alemania     | Estudios ZDF                | Menschen 2012                     |
| 3 de diciembre de 2012   | Bruselas    | Bélgica      | The Qube                    | Q-music                           |
| 14 de diciembre de 2012  | Ámsterdam   | Países Bajos | Studio 24 in Hilversum      | The Voice of Holland 3            |
| 22 de diciembre de 2012  | Ámsterdam   | Países Bajos | Estudios Radio 538          | Radio 538 Jingleball              |
| 23 de diciembre de 2012  | Ámsterdam   | Países Bajos | Estudios televisivos        | Life 4 You                        |
| 25 de diciembre de 2012  | Berlín      | Alemania     | Velódromo de Berlín         | Helene Fischer Show               |
| Asia                     |             |              |                             |                                   |
| 27 de diciembre de 2012  | Pekín       | China        | Wuhan Sports Center Stadium | HBTV Global Revelry 2013          |
| Europa                   |             |              |                             |                                   |
| 31 de diciembre de 2012  | Berlín      | Alemania     | Puerta de Brandeburgo       | Willcommen 2013                   |
| 19 de enero de 2013      | Gotemburgo  | Suecia       | Estudios Svergieradio.se    | P3 Guld Award Ceremony            |
| 31 de enero de 2013      | Madrid      | España       | Sala La Riviera             | Deezer                            |
| 9 de febrero de 2013     | Oslo        | Noruega      | Oslo Spektrum               | Melodi Grand Prix 2013            |
| 14 de febrero de 2013    | Hanóver     | Alemania     | TUI Arena                   | ESC: German National Final        |
| 20 de febrero de 2013    | Estocolmo   | Suecia       | Cirkus                      | Grammis                           |
| Asia                     |             |              |                             |                                   |
| 22 de febrero de 2013    | Tokio       | Japón        | Midtown Tower               | Billboard Live Tokyo              |
| 25 de febrero de 2013    | Osaka       | Japón        | Herbis Plaza Ent            | Billboard Live Osaka              |
| Australia                |             |              |                             |                                   |
| 2 de marzo de 2013       | Sídney      | Australia    | Mardigrasland               | Sydney Mardi Gras 2013            |
| Europa                   |             |              |                             |                                   |
| 9 de marzo de 2013       | Estocolmo   | Suecia       | Friends Arena               | Melodifestivalen 2013 Final       |
| 16 de marzo de 2013      | Luleå       | Suecia       | Kulturens Hus               | Minus 30 Grader                   |
| 23 de marzo de 2013      | Madrid      | España       | Palacio de Deportes         | La Noche de Cadena 100            |
| 7 de abril de 2013       | Barcelona   | España       | Palau Sant Jordi            | Festival de Música 13             |
| 12 de abril de 2013      | Moscú       | Rusia        | Soho Room                   | Soho Rooms                        |
| 20 de abril de 2013      | Lidköping   | Suecia       | Swedbank Arena              | Lidköping Festivalen 2013         |
| 26 de abril de 2013      | Örebro      | Suecia       | Frimurareholmen             | Campus 48h                        |
| 18 de mayo de 2013       | Malmö       | Suecia       | Amiralen                    | Wonk Eurovision 2013              |
| 25 de mayo de 2013       | Cluj-Napoca | Rumania      | Plaza de Cluj-Napoca        | Days of Cluj-Napoca               |
| África                   |             |              |                             |                                   |
| 31 de mayo de 2013       | Rabat       | Marruecos    | OLM Souissi                 | Festival Mawazine                 |
| Europa                   |             |              |                             |                                   |
| 7 de junio de 2013       | Skive       | Dinamarca    | Plænen                      | Skive Festival Tivoli             |
| 14 de junio de 2013      | Chisinau    | Moldavia     | Drive Club                  | Dirve Night Club Festival         |
| 15 de junio de 2013      | Kaarina     | Finlandia    | Kuusistosalmen ranta        | Saaristo Open                     |
| 21 de junio de 2013      | Oslo        | Noruega      | Rådhusplassen               | VG-Lista 2013 Festival            |
| 22 de junio de 2013      | Varsovia    | Polonia      | Podzamcze                   | Wianki nad Wisłą 2013             |
| 23 de junio de 2013      | Puhajarve   | Estonia      | Otepää Pühajärve            | Pühajärve Jaanituli 2013          |
| 28 de junio de 2013      | Skellefteå  | Suecia       | Skellefteå Centrum          | Stadsfesten                       |
| Asia                     |             |              |                             |                                   |
| 6 de julio de 2013       | Beirut      | Líbano       | New Waterfront              | NRJ Music Tour 2013               |
| Europa                   |             |              |                             |                                   |
| 12 de julio de 2013      | Riga        | Letonia      | Mežaparks Grand Stage       | Festival Pestivals 2013           |
| 13 de julio de 2013      | Moscú       | Rusia        | Estudios 106.2FM            | Europa Plus Live                  |
| 19 de julio de 2013      | Limassol    | Chipre       | Dolce Club                  | 4th CubaMiSalsa Festival          |
| 27 de julio de 2013      | Estocolmo   | Suecia       | Gröna Lund                  | Sommarkrysset Gröna Lund          |
| 9 de agosto de 2013      | Kiev        | Ucrania      | Niki Beach                  | Club Niki Beach                   |
| 10 de agosto de 2013     | Amberes     | Bélgica      | Waagnatie                   | Antwerpen Pride                   |
| 17 de agosto de 2013     | Malmö       | Suecia       | Stortorget                  | Rix FM Festival                   |
| 18 de agosto de 2013     | Gotemburgo  | Suecia       | Plaza de Gotemburgo         | Rix FM Festival                   |
| 23 de agosto de 2013     | Sopot       | Polonia      | Opera Leśna                 | Sopot International Song Festival |
| 24 de agosto de 2013     | Gävle       | Suecia       | Furuvik Parken              | Furuviksparken                    |
| 6 de septiembre de 2013  | Helsinki    | Finlandia    | Hotel Presidentti           | Pressa Club                       |
| 12 de septiembre de 2013 | Estocolmo   | Suecia       | Gröna Lund                  | Gröna Lund Festival 2013          |
| 13 de septiembre de 2013 | Vorónezh    | Rusia        | Zavod Club                  |                                   |
| 28 de septiembre de 2013 | Moscú       | Rusia        | Icon Club                   |                                   |
| 30 de noviembre de 2013  | Kiev        | Ucrania      | Gulliver Shopping Mall      |                                   |
| 13 de diciembre de 2013  | Gotemburgo  | Suecia       | Gustaf Adolfs torg          |                                   |

### Conciertos cancelados y/o reprogramados
| Europa              |           |        |                           | |
| 31 de enero de 2013 | Madrid    | España | Plaza de toros Las Ventas | Movido a la Sala Riviera tras los incidentes ocurridos con la malograda cubierta patrocinada por Warner. |
| 20 de abril de 2013 | Lidköping | Suecia | Swedbank Arena            | Cancelado.                                                                                               |